# Stockbridge Real Estate
Stockbridge Real Estate Group är ett amerikanskt investmentbolag inom fastighetsbranschen. De har verksamheter i fyra amerikanska delstater, Georgia, Illinois, Kalifornien och New York. De förvaltade ett kapital på $12,1 miljarder för den 31 januari 2018.
Stockbridge har sitt huvudkontor i San Francisco i Kalifornien.

## Närvaro
De har närvaro på följande platser i USA.
| - Atlanta, Georgia - Chicago, Illinois - Los Angeles, Kalifornien - San Francisco, Kalifornien - White Plains, New York |